# Un uomo, una donna, una pistola
Un uomo, una donna, una pistola (My New Gun) è un film del 1992 scritto e diretto da Stacy Cochran, al suo esordio alla regia, con protagonisti Diane Lane e James LeGros.
È stato presentato alla Quinzaine des Réalisateurs del 45º Festival di Cannes.

## Produzione
Stacy Cochran ha scritto la sceneggiatura come sua tesi di laurea alla Columbia University School of the Arts. Il budget del film è stato di 2,1 milioni di dollari, finanziati da I.R.S. Media e dalla Columbia-TriStar HomeVideo. Le riprese si sono svolte a Teaneck, nel New Jersey, con un'unica casa usata per gli interni di più abitazioni.

## Distribuzione
Il film è stato presentato in anteprima il 10 maggio 1992 alla 45ª edizione del Festival di Cannes, nella sezione Quinzaine des Réalisateurs. È stato distribuito nelle sale cinematografiche statunitensi da I.R.S. Media.

### Divieti
Negli Stati Uniti, la visione del film è stata vietata ai minori di 17 anni non accompagnati per "linguaggio scurrile" e "situazioni adulte".

## Riconoscimenti
- 1993 - Independent Spirit Award
  - Candidatura per il miglior film d'esordio